# Copa de la Reina
De Copa de la Reina is het nationale voetbalbekertoernooi voor vrouwenelftal in Spanje en daarmee de tegenhanger van de Copa del Rey. Het toernooi wordt sinds 1983 gespeeld.

## Finales
| Seizoen | Winnaar                | Uitslag finale | Verliezend finalist       |
| ------- | ---------------------- | -------------- | ------------------------- |
| 1983    | Deportivo de La Coruña | 4-1            | CF Porvenir               |
| 1983/84 | Deportivo de La Coruña | 4-2, 1-2       | Añorga KKE                |
| 1984/85 | Deportivo de La Coruña | 2-2 ns (3-1)   | Peña Barcelonista         |
| 1985/86 | CF Porvenir            | 2-1            | Oiartzun KE               |
| 1986/87 | Oiartzun KE            | 3-2            | Añorga KKE                |
| 1987/88 | Oiartzun KE            | 2-0            | CF Porvenir               |
| 1988/89 | CF Parque Alcobendas   | 4-2            | Añorga KKE                |
| 1989/90 | Añorga KKE             | 2-0            | RCD Espanyol              |
| 1990/91 | Añorga KKE             | 3-0            | FC Barcelona              |
| 1991/92 | Oroquieta Villaverde   | 3-0            | CE Sabadell               |
| 1992/93 | Añorga KKE             | 2-1            | Oroquieta Villaverde      |
| 1993/94 | FC Barcelona           | 2-1            | Oroquieta Villaverde      |
| 1994/95 | Oroquieta Villaverde   | 4-2            | Añorga KKE                |
| 1995/96 | RCD Espanyol           | 3-0            | Oroquieta Villaverde      |
| 1996/97 | RCD Espanyol           | 4-2            | Atlético Málaga           |
| 1997/98 | Atlético Málaga        | 4-0            | UD Lagunak                |
| 1998/99 | Oroquieta Villaverde   | 3-1            | Eibartarrak FT            |
| 1999/00 | Levante UD             | 3-0            | UD Lagunak                |
| 2000/01 | Levante UD             | 5-1            | CF Puebla                 |
| 2001/02 | Levante UD             | 1-0            | RCD Espanyol              |
| 2002/03 | CE Sabadell            | 3-1            | CFF Estudiantes de Huelva |
| 2004    | Levante UD             | 3-1            | CE Sabadell               |
| 2005    | Levante UD             | 2-1            | CF Puebla                 |
| 2006    | RCD Espanyol           | 2-2 ns (4-3)   | SD Lagunak                |
| 2007    | Levante UD             | 3-1            | RCD Espanyol              |
| 2008    | Rayo Vallecano         | 3-2            | Levante UD                |
| 2009    | RCD Espanyol           | 5-1            | CD Prainsa Zaragoza       |
| 2010    | RCD Espanyol           | 3-1            | Rayo Vallecano            |
| 2011    | FC Barcelona           | 1-0            | RCD Espanyol              |
| 2012    | RCD Espanyol           | 2-1            | Athletic Club             |
| 2013    | FC Barcelona           | 4-0            | CD Prainsa Zaragoza       |
| 2014    | FC Barcelona           | 1-1 ns (5-4)   | Athletic Club             |
| 2015    | Sporting de Huelva     | 2-1            | Valencia CF               |
| 2016    | Atlético Madrid        | 3-2            | FC Barcelona              |
| 2017    | FC Barcelona           | 4-1            | Atlético Madrid           |
| 2018    | FC Barcelona           | 1-0            | Atlético Madrid           |
| 2019    | Real Sociedad          | 2-1            | Atlético Madrid           |
| 2020    | FC Barcelona           | 3-0            | EdF Logroño               |

Primera División ·
Segunda División ·
Primera Federación ·
Segunda Federación ·
Tercera Federación ·
Spaans amateurvoetbal ·

Copa del Rey ·
Copa de la Liga ·
Supercopa de España · 
Primera División Femenina · 
Copa de la Reina

División de Honor de Futsal